# Louis René Villermé
Louis René Villermé (Paris, 10 de maio 1782 — Paris, 16 de novembro de 1863) foi um médico e epidemiologista francês.

## Publicações
- De la santé des anciens ouvriers employés dans les fabriques (s.d.)
- Des épidémies sous les rapports de l'hygiène publique (s.d.)
- Des sociétés de prévoyance ou de secours mutuels (s.d.)
- Mémoire sur la taille de l'homme en France (s.d.)
- Note sur la mortalité parmi les forçats du bagne (s.d.)
- Note sur les ravages du choléra morbus dans les maisons (s.d.)
- Sur la durée moyenne des maladies aux différens âges (s.d.)
- Des prisons telles qu'elles sont et telles qu'elles devraient être : par rapport à l'hygiène, à la morale et à la morale politique (1820)
- De la mortalité dans les divers quartiers de la ville de Paris (1830)
- Mémoire sur la distribution de la population française (1837)
- De la mortalité des enfants trouvés (1838)
- Tableau de l'état physique et moral des ouvriers employés dans les manufactures de coton, de laine et de soie (2 volumes, 1840)
- Des associations ouvrières (1849)
- Sur les cités ouvrières (1850)